# Thomas Kutschaty

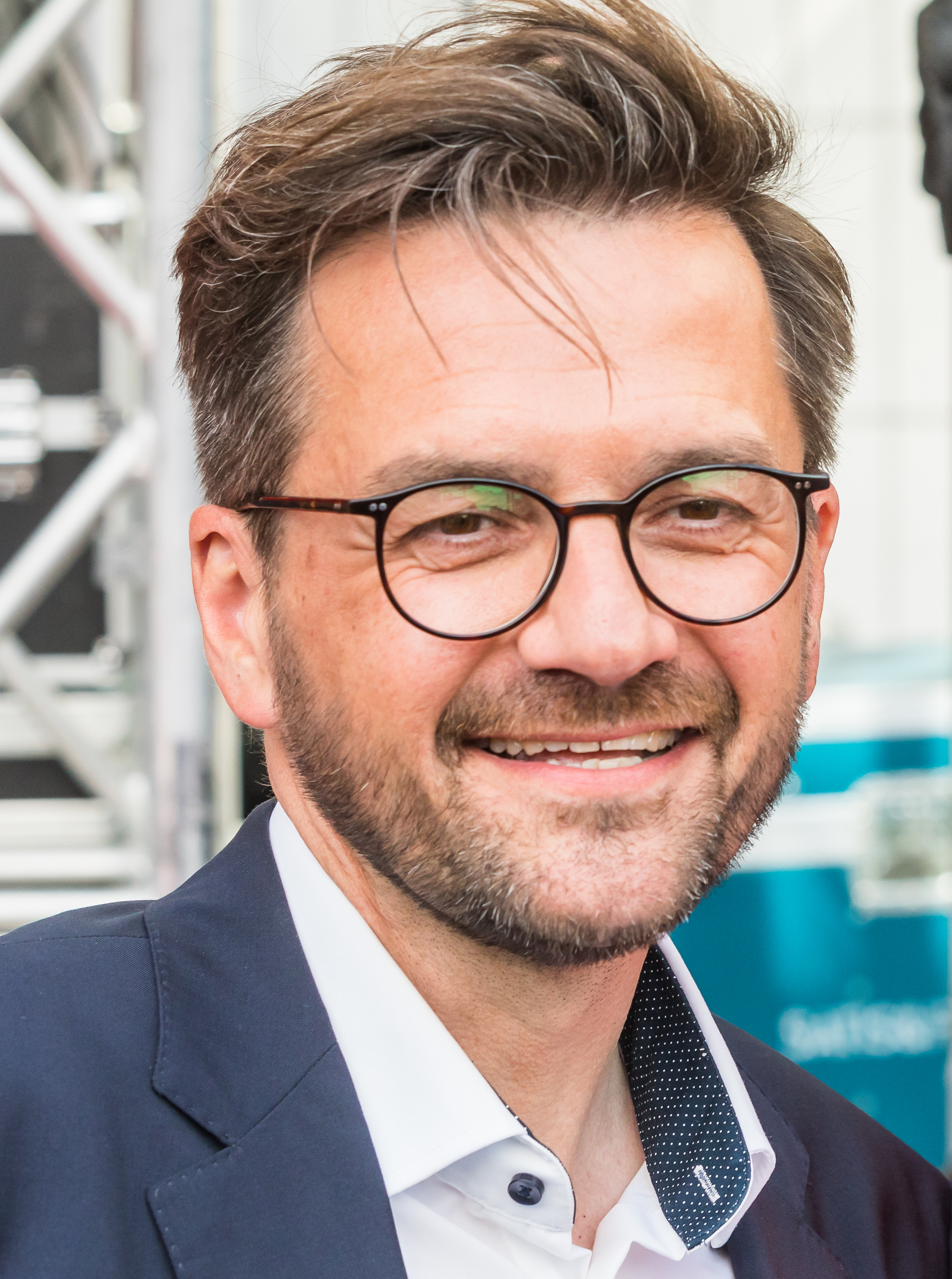
Thomas Kutschaty (2022)

Thomas Kutschaty (* 12. Juni 1968 in Essen) ist ein deutscher Politiker (SPD). Er ist seit dem 8. Juni 2005 Mitglied des Landtags Nordrhein-Westfalen und war vom 11. Dezember 2021 bis zum 8. Dezember 2023 stellvertretender Bundesvorsitzender der SPD.
Außerdem war er vom 15. Juli 2010 bis zum 30. Juni 2017 Justizminister des Landes Nordrhein-Westfalen, vom 24. April 2018 bis zum 23. Mai 2023 Vorsitzender der SPD-Fraktion und damit auch Oppositionsführer im Landtag Nordrhein-Westfalens sowie vom 6. März 2021 bis zu seinem Rücktritt am 23. März 2023 Vorsitzender der nordrhein-westfälischen SPD. Außerdem war er Spitzenkandidat für die SPD bei der Landtagswahl in Nordrhein-Westfalen 2022.

## Leben
Kutschaty stammt aus einer Eisenbahnerfamilie aus dem Norden Essens und war der Erste in seiner Familie, der die Hochschulreife erwarb. Nach dem Abitur im Jahr 1987 am Essener Gymnasium Borbeck und seinem Zivildienst studierte Kutschaty Rechtswissenschaft an der Ruhr-Universität Bochum. 1995 bestand er das Erste Staatsexamen, zwei Jahre später das Zweite Staatsexamen. Von 1997 bis 2010 war er als Rechtsanwalt tätig.
Kutschaty ist verheiratet und hat drei Kinder. Er ist römisch-katholischer Konfession.

## Politische Tätigkeit

### Anfänge in der Kommunal- und Landespolitik (seit 1986)
Kutschaty ist seit 1986 Mitglied der SPD. Von 1987 bis 1989 war er Sprecher der Jungsozialisten im Stadtbezirk Essen-Borbeck und von 1988 bis 1990 Mitglied im Vorstand der Jungsozialisten Essen. Seit 1987 ist er Mitglied im Vorstand des Ortsvereins Essen-Borbeck und seit 1994 Erster Vorsitzender. Von 1989 bis 1999 gehörte er der Bezirksvertretung Essen IV an. Anschließend wurde er im Jahr 1999 in den Rat der Stadt Essen gewählt, wo er als sachkundiger Bürger im Ausschuss für Stadtentwicklung und Stadtplanung bis 2004 vertreten war. Er war von 2008 bis 2016 stellvertretender Vorsitzender der SPD Essen und anschließend bis 2021 dessen Vorsitzender.

### Abgeordneter im Landtag (seit 2005)

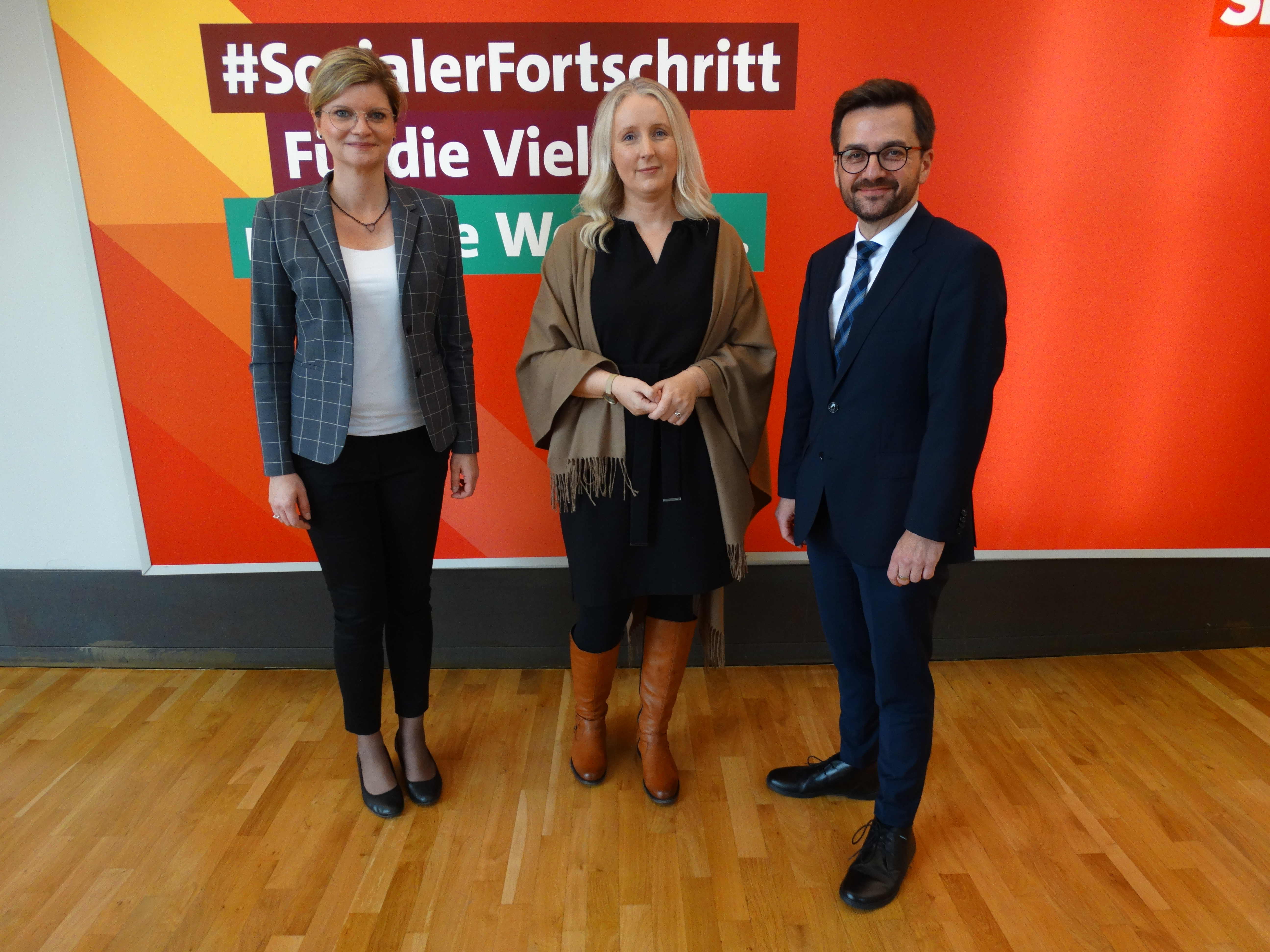
Sarah Philipp, Nina Andrieshen und Thomas Kutschaty (v. l. n. r.) im Landtag Nordrhein-Westfalen (2021)

Seit dem 8. Juni 2005 ist er Abgeordneter des Landtags von Nordrhein-Westfalen, wo er als ordentliches Mitglied dem Innenausschuss, dem Rechtsausschuss und dem Kontrollgremium gem. § 23 d. Verfassungsschutzgesetzes NRW angehörte. Außerdem war er stellvertretender Vorsitzender des Parlamentarischen Untersuchungsausschusses I „JVA Siegburg“.
Er gewann bei der Landtagswahl in Nordrhein-Westfalen 2005 ein Direktmandat für seinen Wahlkreis Essen I – Mülheim II mit 49,8 Prozent und zog damit in das nordrhein-westfälische Landesparlament. Ebenso gewann er auch 2010 mit 47,3 Prozent, 2012 mit 51,8 Prozent, 2017 mit 38,6 Prozent sowie 2022 mit 48,6 Prozent.
Am 12. Februar 2017 war er Mitglied der  16. Bundesversammlung zur Wahl des Bundespräsidenten als Vertreter des Landtags von Nordrhein-Westfalen für seine Partei. Am 13. Februar 2022 nahm er auch als Mitglied der 17. Bundesversammlung zur Wahl des Bundespräsidenten als Vertreter des Landtags von Nordrhein-Westfalen für seine Partei teil.
Kutschaty wurde am 24. April 2018 mit 35 Stimmen zum neuen Vorsitzenden der SPD-Landtagsfraktion in Nordrhein-Westfalen und damit auch zum Oppositionsführer gewählt und setzte sich gegen den bisherigen Parlamentarischen Geschäftsführer Marc Herter durch, der 31 Stimmen erhielt. Drei Abgeordnete aus der Fraktion waren abwesend. Damit folgte er auf Norbert Römer, der nach acht Jahren als Fraktionschef nicht mehr antrat. Nachdem Kutschaty den Rücktritt vom Fraktionsvorsitz angekündigt hatte, wurde Jochen Ott am 23. Mai 2023 zu seinem Nachfolger gewählt.

### Justizminister in NRW (2010–2017)
In der von Hannelore Kraft geführten rot-grünen Minderheitsregierung (siehe „Kabinett Kraft I“) bekleidete Kutschaty das Amt des Justizministers. In gleicher Funktion gehörte er dem Kabinett Kraft II an.
Mit Bildung des neuen Kabinett Laschet (CDU-FDP-Regierung) schied er am 30. Juni 2017 aus seinem Ministeramt aus. Sein Nachfolger wurde Peter Biesenbach (CDU).

### SPD-Vorsitzender in NRW (2021–2023)
Nach Stimmenverlusten bei der Kommunalwahl in Nordrhein-Westfalen 2020 gab Kutschaty am 1. Oktober 2020 bekannt, für das Amt des Parteivorsitzenden der SPD NRW zu kandidieren.
Sebastian Hartmann kündigte am 18. Januar 2021 an, beim nächsten NRW-Landesparteitag Anfang März 2021 nicht erneut für den Vorsitz des bundesweit mitgliederstärksten Landesverbandes der SPD zu kandidieren. Hartmann zog damit die Konsequenz aus dem andauernden Zerwürfnis mit Kutschaty. In einem Schreiben, das dem General-Anzeiger vorliegt, erklärte Hartmann den Mitgliedern der NRW-SPD seine Beweggründe: „Die Berichterstattung der letzten Tage zeigte mir, dass die Phase der Bewerbung um ein Amt auf dem Landesparteitag nicht zu einem Fest des Wettbewerbs und der Demokratie, sondern zur weiteren Belastung für die Sozialdemokratie in NRW, für meine Mitarbeiter*innen, meine Familie und mich würde.“

#### Spitzenkandidat bei der Landtagswahl in Nordrhein-Westfalen 2022

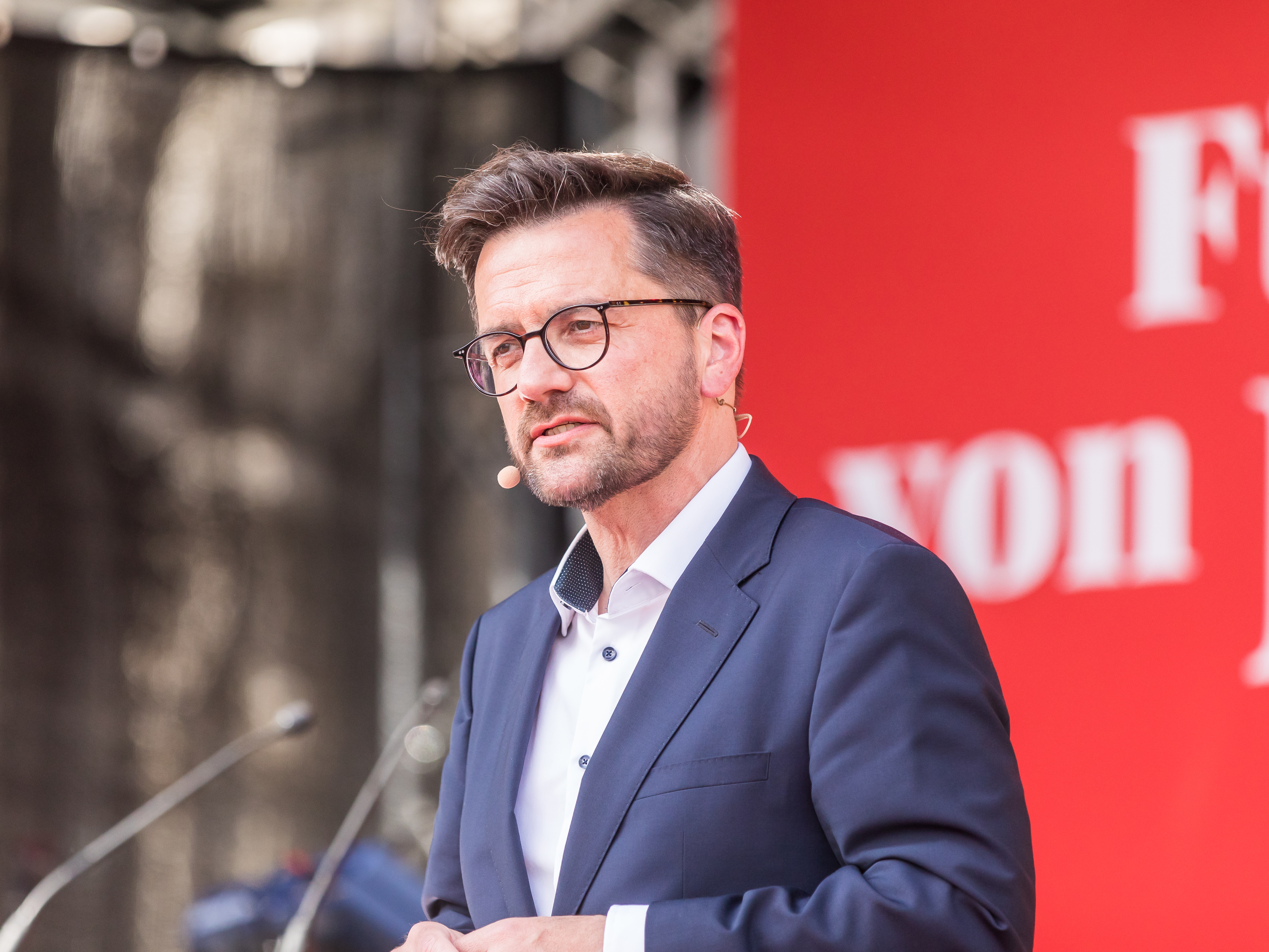
Thomas Kutschaty beim SPD-Wahlkampf für die Landtagswahl in Nordrhein-Westfalen auf dem Roncalliplatz in Köln am 13. Mai 2022

Am 6. März 2021 wurde Kutschaty zum neuen Vorsitzenden des nordrhein-westfälischen SPD-Landesverbands und gleichzeitig zum Spitzenkandidaten seiner Partei für die Landtagswahl in Nordrhein-Westfalen 2022 gewählt. Er erhielt auf dem wegen der Corona-Pandemie digital durchgeführten Landesparteitag 90,5 Prozent der Stimmen. Am 16. März wurde er mit 92,0 Prozent der Delegiertenstimmen zum neuen SPD-Vorsitzenden gewählt. Bei der Briefwahl waren allerdings weniger Stimmen eingegangen als bei der elektronischen Abstimmung. Für Kutschaty hatten auf schriftlichem Wege 357 Delegierte gestimmt und 28 dagegen. Es gab drei Enthaltungen. Bei der elektronischen Abstimmung hatte es insgesamt 442 gültige Stimmen gegeben. Dabei bekam Kutschaty 400 Ja-Stimmen und 33 Nein-Stimmen. Neun Delegierte hatten sich enthalten. Als Spitzenkandidat seiner Partei strebte Kutschaty eine Ampelkoalition in NRW an. Unter seiner Führung als nordrhein-westfälischer SPD-Vorsitzender und deren Spitzenkandidat erreichte seine Partei am Wahlabend 26,7 % ihr schlechtestes Wahlergebnis in der Geschichte der SPD NRW und stellte zum zweiten Mal seit 2012 nicht die stärkste Fraktion im nordrhein-westfälischen Landtag. Damit unterlag er auch gegen den Amtsinhaber Hendrik Wüst (CDU).

#### Rücktritt
Am 22. März 2023 hatte das Landesparteipräsidium Magdalena Möhlenkamp zurückgewiesen, die Kutschaty als Kandidatin für den Posten der Generalsekretärin der NRW-SPD vorgeschlagen hatte. Dies war der Auslöser für Kutschatys Rücktritt als Landesvorsitzender der SPD Nordrhein-Westfalen. Er wurde am Folgetag bekannt. In den vorangegangenen Monaten hatte es vermehrt Kritik aus dem Präsidium an Kutschaty gegeben. Unter anderem wurde ihm vorgeworfen, zugunsten der Arbeit als Fraktionsvorsitzender im Landtag diejenige als Parteivorsitzender vernachlässigt zu haben. Der Oberbürgermeister von Hamm Marc Herter übernahm vom März bis August 2023 geschäftsführend die Führung der nordrhein-westfälischen SPD.
Am 28. März 2023 kündigte Kutschaty auch seinen Rücktritt vom Fraktionsvorsitz an. Dieser erfolgte schließlich am 23. Mai 2023.

### Stellvertretender Bundesvorsitzender der SPD (2021–2023)
Am 5. November 2021 gab Kutschaty bekannt, neben seinem Amt als NRW-Landesvorsitzender für den Posten als stellvertretender Bundesvorsitzender der SPD zu kandidieren. Auf dem Bundesparteitag am 11. Dezember 2021 wurde er mit 84,68 Prozent der Delegiertenstimmen zu einem der fünf stellvertretenden Bundesvorsitzenden der SPD gewählt.
Am 18. August 2023 kündigte Kutschaty an, bei der nächsten Bundesparteitag der SPD am 8. Dezember 2023 nicht erneut für das Amt des stellvertretenden Bundesvorsitz zu kandidieren. Ihm folgte Achim Post nach.

### Kontroversen

#### Absetzung des Richters von Renesse
2011 erhob der Essener Sozialrichter Jan-Robert von Renesse den Vorwurf, Kutschaty habe als oberster Dienstherr seine Absetzung als für das Ghettorentengesetz zuständigen Landessozialrichter gedeckt. Der Richter hatte eine großzügigere Umsetzung des 2002 vom Bundestag verabschiedeten Gesetzes praktiziert, so wie es auch das Bundessozialgericht verlangt hatte. Die Entbindung des Richters von seinen Aufgaben erfolgte mit der Begründung, er habe aus dem Krankenstand heraus versucht, das Verfahren zu führen. 2012 befand das Dienstgericht für Richter beim Landgericht Düsseldorf, dass die Entbindung rechtmäßig sei.
Im Juni 2014 reichte Kutschaty eine Klage gegen von Renesse wegen Rufschädigung der Sozialgerichtsbarkeit ein. Konkret ging es um Aussagen in einer Petition an den Bundestag im Jahr 2012. Von Renesse soll dort unter anderem geschrieben haben, dass „in der NRW-Justiz Absprachen und Handlungen getroffen werden, um bewusst Holocaustüberlebenden zu schaden.“ Im März 2016 wurde der nordrhein-westfälischen Ministerpräsidentin, Hannelore Kraft, von der israelischen Politikerin und Vorsitzenden des Center of Organizations of Holocaust Survivors (COHS), Colette Avital, eine Petition übersandt, nach der sich Holocaustüberlebende und ihre Nachfahren von der Nachricht, dass Renesse „vor Gericht gebracht“ werde, „tief gekränkt“ fühlten. „Von Renesse“ sei ein „anständiger und mutiger Mann. Wir sind ihm zu tiefem Dank verpflichtet und sind der Ansicht, dass er für seine Bemühungen gewürdigt und nicht bestraft werden sollte.“ Auch das Simon Wiesenthal Center rügte in einer Protestnote an Bundesjustizminister Heiko Maas (SPD) die vermeintliche „Schikane“ gegen von Renesse. Kurz vor Prozessbeginn im Jahr 2016 wurde die von Kutschaty eingereichte Klage zurückgezogen und der Streit außergerichtlich beigelegt.

#### Lebenslauf-Affäre der SPD-Abgeordneten Petra Hinz
Weil Kutschaty in seiner Funktion als Vorsitzender der SPD-Essen der Essener Bundestagsabgeordneten Petra Hinz, die falsche Angaben in ihrem Lebenslauf gemacht hatte, ein Ultimatum zur Aufgabe ihres Mandats gesetzt hatte, warf ihm Thomas Darnstädt auf Spiegel Online eine Missachtung der Freiheit des Mandats an der Grenze zur Abgeordnetennötigung (§ 106 Abs. 1 Nr. 2 lit. a StGB) vor. Weiter soll Kutschaty nach Aussage des früheren SPD-Landtagsabgeordneten Willi Nowack von den falschen Angaben in Hinz’ Lebenslauf gewusst haben, was Kutschaty jedoch bestritt.

#### Kritik am Bundesgesundheitsminister Spahn
Im März 2021 forderte Kutschaty die Entlassung des Bundesministers für Gesundheit, Jens Spahn, nachdem dieser die Impfung mit dem SARS-CoV-2-Impfstoff des Herstellers AstraZeneca auf Empfehlung des Paul-Ehrlich-Instituts ausgesetzt hatte.

## Weiteres Engagement
Seit dem 21. Mai 2012 ist Kutschaty Vorsitzender des Landesverbandes Nordrhein-Westfalen im Volksbund Deutsche Kriegsgräberfürsorge e. V.
Außerdem ist er Mitglied im Vorstand beim Bergbaukolonie Schönebeck e. V., im Kuratorium des Deutschen Kinderschutzbunds Ortsverein Essen e. V. und dem Förderverein Nordrhein-Westfalen-Stiftung Naturschutz, Heimat- und Kulturpflege sowie Mitglied der IG BCE, der Arbeiterwohlfahrt und der Naturfreunde Deutschlands.